# Lambis
Lambis is een geslacht van weekdieren uit de klasse van de Gastropoda (slakken).

## Soorten
- Lambis arachnoides Shikama, 1971
- Lambis crocata (Link, 1807)
- Lambis lambis (Linnaeus, 1758)
- Lambis lilikae Villar, 2016
- Lambis millepeda (Linnaeus, 1758)
- Lambis pilsbryi Abbott, 1961
- Lambis robusta (Swainson, 1821)
- Lambis scorpius (Linnaeus, 1758)
- Lambis truncata (Lightfoot, 1786)